# Ishëm
Ishëm är en flod i centrala Albanien. Den avrinner i Adriatiska havet och är 74 km lång. Dess källa utgörs av floder väst om Tirana och Kruja. Under antiken hette floden Isamnus (omnämnd av Vibius Sequester 149). 1302 dokumenterades floden under namnet Yssamo.